# Daniel Johns
Daniel Paul Johns (Newcastle, 22 de abril de 1979) es un músico, vocalista, compositor, guitarrista y pianista australiano. Fue el líder de la banda de rock Silverchair, y también formó parte del grupo The Dissociatives.

## Carrera
Su interés por la música comenzó a los ocho años de edad. Junto a Ben Gillies y Chris Joannou formaron su primera banda, Innocent Criminals, a los doce años.
La carrera de la banda como Silverchair empezó cuando tenían 14 años, tocando para Murmur Records en 1994, luego de que su demo Tomorrow ganara una competición en el programa Nomad de la SBS TV. La canción fue luego transmitida por el programa radial Triple J. Su primer álbum fue Frogstomp, en 1995.
En 1997, la banda sacó su segundo álbum, Freak Show, seguido por Neon Ballroom en 1999.
En 2002 se lanzó Diorama, el disco que para Daniel es la obra maestra de Silverchair,[cita requerida] y al año siguiente decidió tomarse un tiempo de su banda.
Johns ha trabajado en varios proyectos secundarios, en particular en The Dissociatives y I Can't Believe It's Not Rock, con el músico bailarín Paul Mac. El álbum de The Dissociatives fue grabado en Londres por Daniel Johns, quien compuso las letras y melodías, mientras Paul Mac participó musicalmente. Unos meses más tarde se reagruparon en Sídney y Newcastle para rematar el proyecto. La gira de The Dissociatives se realizó con los músicos Kim Moyes en la batería, Julian Hamilton en el teclado, y James Haselwood en el bajo.
A fines de 2005 Daniel y Silverchair se reunieron nuevamente, silenciando los rumores de una inminente separación mediante la producción de un nuevo álbum titulado Young Modern, el cual fue finalmente lanzado el 31 de marzo de 2007, y promocionado a través del mega-tour Across The Great Divide, en compañía de la banda Powderfinger.
El 25 de mayo de 2011, la banda anunció a través de su boletín del club de fanes (LAS) que su carrera musical había llegado a un punto muerto y que iban en direcciones diferentes, por lo que Silverchair quedaría en «hibernación indefinida».

## Vida personal
Johns contrajo matrimonio con la cantante Natalie Imbruglia después de un largo noviazgo, el 31 de diciembre de 2003, separándose definitivamente a finales de 2007.